# 東勢 (臺中市大字)
東勢，原稱為東勢角，是臺灣臺中市東勢區的一個傳統地域名稱，也是全區行政中心所在地，位於該區中部及東部。相較於今日行政區，其範圍大致包括下新里不含西北部凸出的兩個部分、東新里、中嵙里、隆興里、上城里東北部、詒福里最東端、福隆里、新盛里東北部及東部、泰昌里、廣興里、上新里、粵寧里、北興里、中寧里、東安里、南平里、延平里，另外還包括了和平區中坑里西部邊界地帶中段，以及苗栗縣卓蘭鎮內灣里東南部邊界地帶。

## 歷史
台灣清治末期，東勢地區為一街庄，稱為「東勢角庄」，隸屬於捒東上堡。該庄北隔大安溪與罩蘭庄為界，東與蕃地為鄰，南邊為大茅埔庄，西南邊新伯公庄，西邊北段隔大甲溪與土牛庄為界，西北邊為校栗埔庄、石圍墻庄。。
1901年（日明治三十四年）11月，全台廢縣廳改設二十廳，該庄隸屬於臺中廳。1903年（明治三十六年）6月，該庄編入「東勢角區」，仍隸屬於臺中廳。1909年（明治四十二年）10月，全台二十廳合併為十二廳，東勢角區隸屬不變。1920年（大正九年），全台地方制度大改正，該庄改制並簡化為「東勢」大字，隸屬於臺中州東勢郡東勢庄，大字下有「東勢」、「上新」、「下新」、「中嵙」、「石角」小字名。1933年，東勢庄升格為東勢街。
戰後東勢街改制為東勢鎮，隸屬於臺中縣，大字亦改制為里。1950年10月，中、彰、投分治，東勢鎮隸屬不變。2010年12月，隨著臺中縣、市合併為直轄臺中市，東勢鎮改制為東勢區。

## 聚落
本地區發展較早的聚落為下辛、東勢角、上辛、中嵙、石角等，在日治期初期的官方地圖上已有記載。此外，本地區尚有支寮背、大桑樹下等聚落。

## 交通
省道台3線（東蘭路、新豐街、豐勢路）俗稱「內山公路」，是臺北至屏東的幹道，大致以北北西—南南東走向轉東北—西南走向再轉東北東—西南西走向蜿蜒經過東勢地區西北部。由該道路向北北西轉東北可前往卓蘭、大湖、汶水、獅潭等地，向西南西前往轉西北可前往石岡，再轉西南可前往豐原、潭子等地。
省道台8線（東關路七段）即「中橫公路」，是臺中東勢至花蓮新城的幹道（未完全通車），其西側端點位於本地區西北部東勢市區的省道台3線路口。由此向南偏東轉南出境後，可前往新伯公、大茅埔、白冷、谷關等地。
區道中47線（東崎路五～三段）是東勢至雪山坑的道路，其西南側端點位於東勢市區的舊省道台8線（豐勢路）路口。由此向東蜿蜒而行，出境後可前往三叉坑、烏石坑、達觀、雪山坑並止於臺中、苗栗邊界。
區道中47-1線（勢林街）是東勢至下穿龍的道路（未完全通車），其西側端點位於東勢市區的舊省道台8線（豐勢路）路口。由此向東北蜿蜒而行，至東勢林場大門須購票進入，但行至中途亦因道路中斷而無法通行。
中專1線（東坑路）又稱「大雪山林道」、「大雪山200林道」，是東勢至和平區小雪山莊的道路，其西側端點位於東勢市區的舊省道台8線（豐勢路）路口。由此向東南轉東再轉南再轉東北蜿蜒而行，出境後可前往大雪山國家森林遊樂區。

## 學校
- 東勢國中
- 東新國中
- 東勢國小
- 中山國小
- 東新國小
- 中嵙國小
- 石角國小

## 廟宇
- 東勢巧聖仙師祖廟
- 北興里雙福祠
- 鯉魚伯公廟

## 景點
- 東豐自行車綠廊